# Contea di Arkansas
La contea di Arkansas, in inglese Arkansas County, è una contea dello Stato dell'Arkansas, negli Stati Uniti. La popolazione al censimento del 2000 era di 20 749 abitanti. La contea ha due città come capoluogo di contea: De Witt e Stuttgart. Il nome della contea deriva dagli indiani Arkansa.

## Geografia fisica
La contea si trova nella parte est dell'Arkansas. L'U.S. Center Bureau certifica che l'estensione della contea è di 2678 km², di cui 2560 km² composti da terra e i rimanenti 118 km² composti di acqua.

### Contee confinanti
- Contea di Prairie (Arkansas) - nord
- Contea di Monroe (Arkansas) - nord-est
- Contea di Phillips (Arkansas) - est
- Contea di Desha (Arkansas) - sud
- Contea di Lincoln (Arkansas) - sud-ovest
- Contea di Jefferson (Arkansas) - ovest
- Contea di Lonoke (Arkansas) - nord-ovest

## Principali strade ed autostrade
- U.S. Highway 79
- U.S. Highway 165
- Highway 1
- Highway 11
- Highway 17
- Highway 33
- Highway 44

## Storia
La contea di Arkansas fu costituita il 31 dicembre 1813.

## Città e paesi
- Almyra
- De Witt
- Gillett
- Humphrey
- St. Charles
- Stuttgart